# (2188) Orlenok
(2188) Orlenok (1976 UL4; 1931 TF4; 1950 ND; 1963 DE; 1969 HB; 1979 HU; A909 EA) ist ein Asteroid des äußeren Hauptgürtels, der von der ukrainisch-sowjetischen Astronomin Ljudmyla Schurawlowa am 28. Oktober 1976 Krim-Observatorium bei Nautschnyj auf der Halbinsel Krim (IAU-Code 095) entdeckt wurde.  Der Asteroid gehört zur Koronis-Familie, einer Gruppe von Asteroiden, die nach (158) Koronis benannt wurde.

## Benennung
(2188) Orlenok wurde anlässlich des 20. Pionierlagers der Jugendorganisation der Pionierorganisation Wladimir Iljitsch Lenin nach dem Kinderzentrum Orljonok in der Nähe von Tuapse in der Region Krasnodar in Russland benannt.